# توپ صحرایی

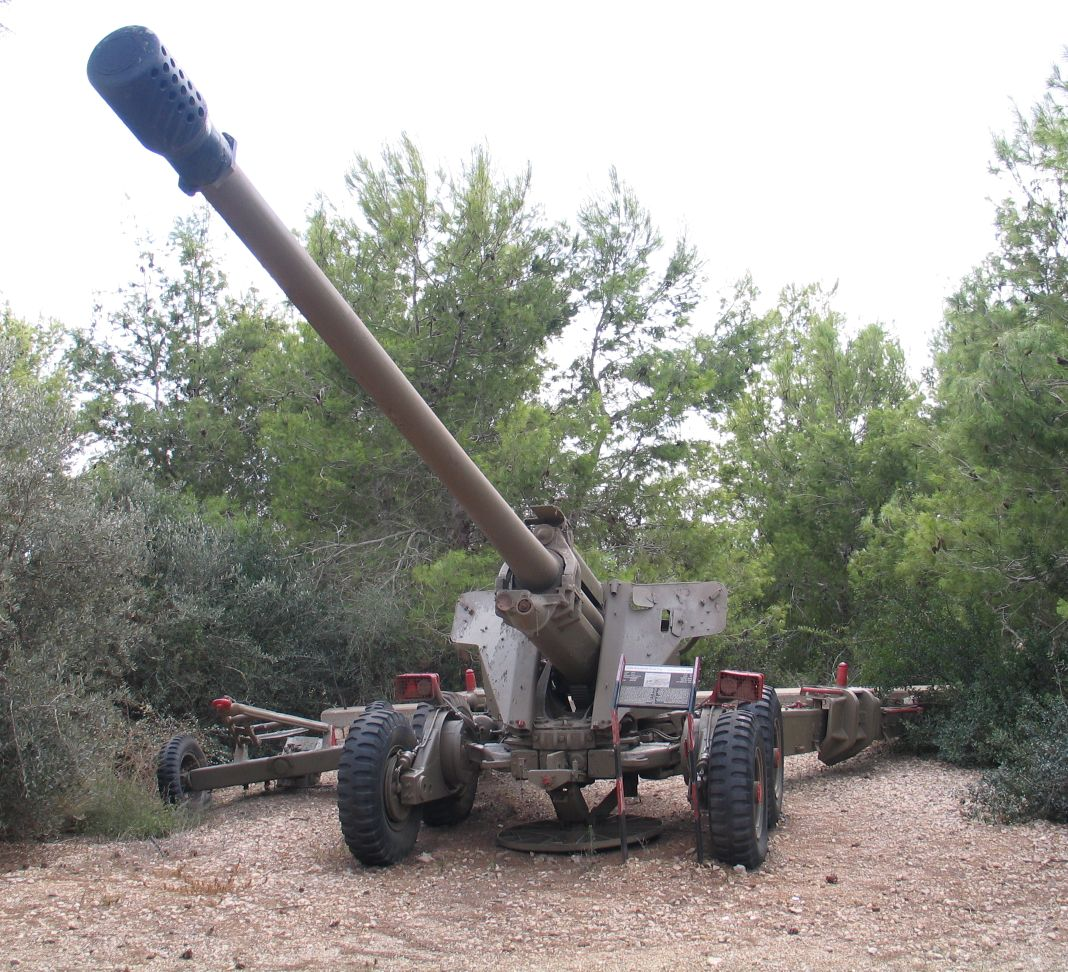
توپ ساخت شوروی ام۴۶

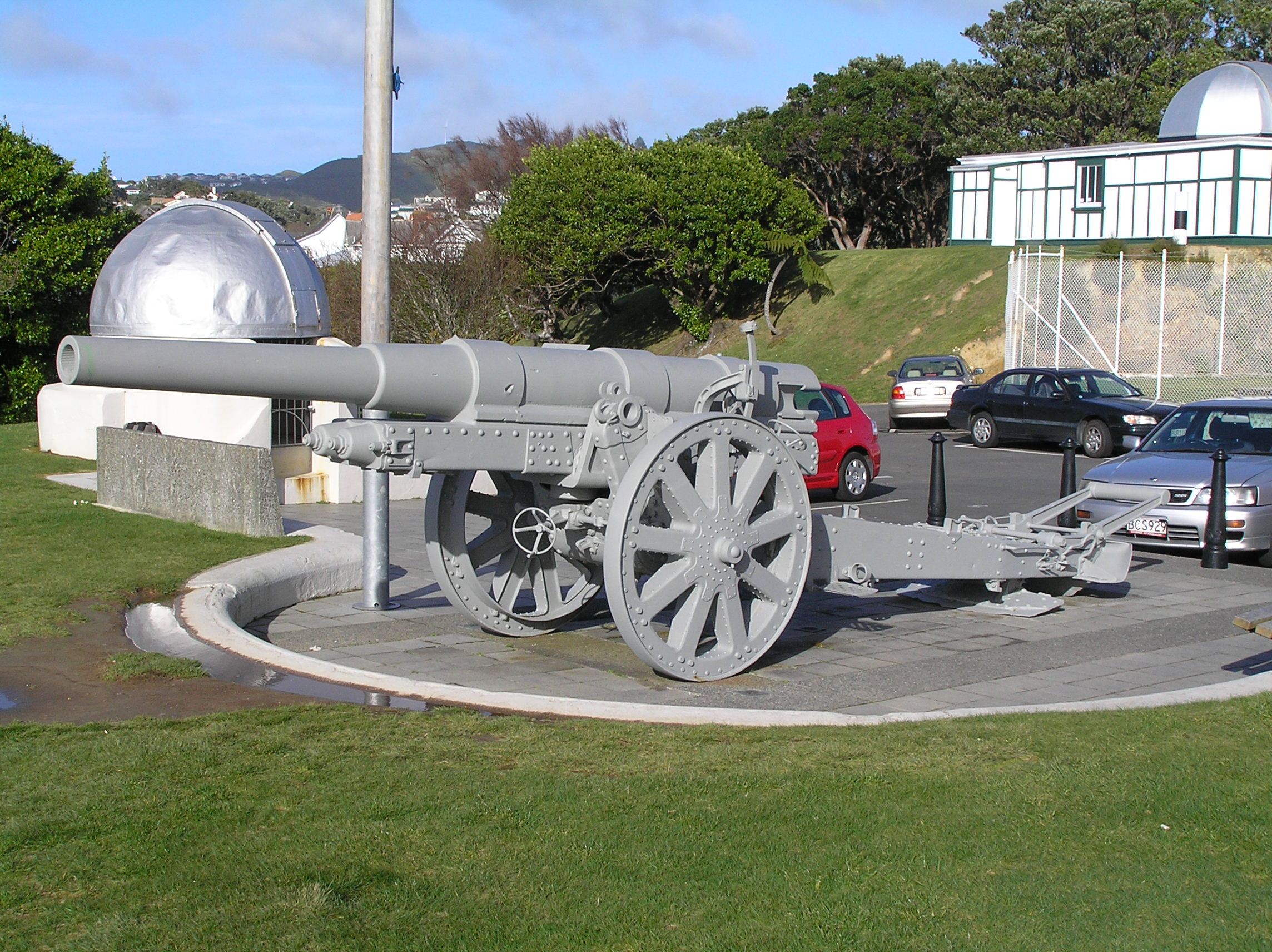
توپ ۱۳۵ م‌م کروپ از توپ‌های آلمانی جنگ جهانی اول

توپ صحرایی یکی از انواع ادوات توپخانه‌ای است که برای استفاده در دشت‌های باز و تهیه آتش پشتیبان مستقیم برای نیروهای خط مقدم طراحی شده‌است.
اصطلاح توپ صحرایی ابتدا برای توصیف توپ‌های کوچکی ابداع شد که می‌شد آن‌ها را همراه ارتش حرکت داده و در حین نبرد جای آن‌ها را تغییر داد. توپ صحرایی در این مفهوم در مقابل توپ‌هایی که به‌طور ثابت در یک سنگر نصب می‌شدند و معمولاً با نام توپخانه پادگانی یا توپخانه ساحلی شناخته می‌شدند و توپ‌ها و خمپاره‌اندازهای بزرگی قرار می‌گرفت که در جنگ‌های متحرک کاربرد چندانی نداشته و بیشتر برای محاصره‌های طولانی استفاده می‌شدند.
ناپلئون بناپارت را می‌توان بهترین استاد کاربرد از این نوع توپ‌های صحرایی دانست. ژنرال فرانسوی با استفاده از توپ‌هایی که کالسکه‌هایی با چرخ‌های بسیار بزرگ داشتند و جابجایی پی‌درپی آن‌ها در میدان نبرد بارها موفق شد تا آرایش جنگی دشمن را به هم ریخته و سپس با حمله پیاده‌نظام آن‌ها را نابود کند.

## در دو جنگ جهانی

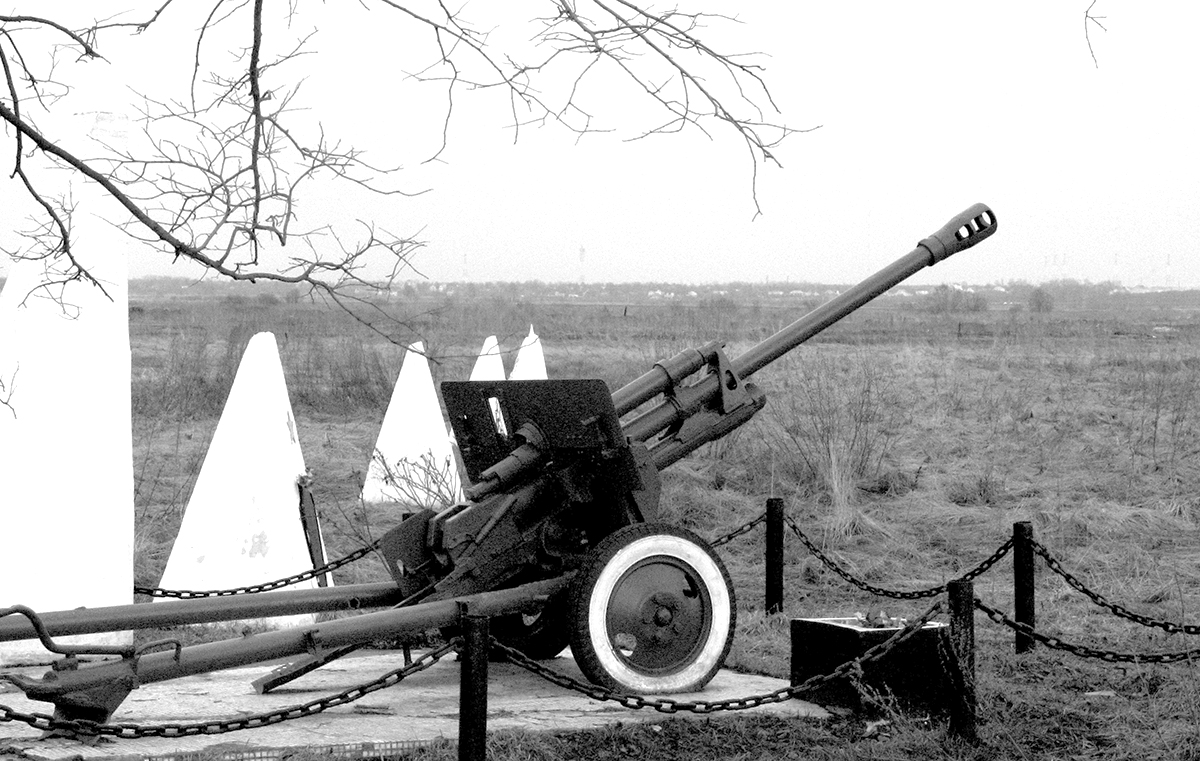
سلاح ضد تانک در کنار موانع. بنای یادبود: "لبه پیشرو دفاع از لنینگراد. 1941-44 سال"، منطقه توسننسکی، روسیه.

با ادامه تکامل توپخانه رفته‌رفته تقریباً تمامی توپ‌ها در هر اندازه و وزنی قدرت جابجایی با سرعتی قابل قبول را پیدا کردند. به طوری‌که در آغاز جنگ جهانی اول به جز چند مورد استثنائی حتی توپ‌های غول‌آسایی که هنگام محاصره استفاده می‌شدند را می‌شد از طریق ریل یا جاده به حرکت درآورد. در جنگ جهانی دوم حتی توپ‌های عظیم‌الجثه آلمانی هم با استفاده از کشنده‌های بزرگ شنی‌دار یا خطوط ریلی از قدرت جابجایی برخوردار شده بودند. در اواخر جنگ جهانی دوم مشخصات توپ‌های صحرایی و توپ‌های ضدتانک در یکدیگر ادغام شده و بیشتر توپ‌های صحرایی این دوران توانایی شلیک گلوله‌های زره‌شکاف با سرعت بسیار بالا را داشتند تا هم در نقش آتش پشتیبان و هم در نقش ضد زره و ضدتانک قابل استفاده باشند.

## پس از جنگ جهانی دوم

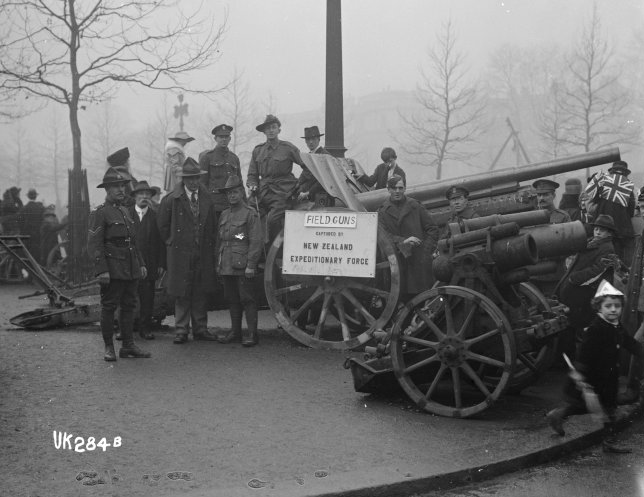
توپ های صحرایی که توسط نیوزلندی ها در جنگ جهانی اول اسیر شده بودند در لندن، ۱۹۱۸ به نمایش گذاشته شد.

از جنگ جهانی دوم به بعد اصطلاح «توپ صحرایی» در تضاد با «توپ هویتزر» قرار گرفت. توپ صحرایی به ادوات توپخانه‌ای دوربردی اشاره داشت که معمولاً با زاویه‌های کم (پایین‌تر از ۴۵ درجه) شلیک می‌کردند و هویتزرها توپ‌هایی بودند که با زاویه‌های حاد و به شکل کمانی شلیک می‌کردند.
تکامل توپ‌های صحرایی پس از جنگ جهانی دوم در شوروی با ساخت توپ‌های دوربردی چون ام۴۶ با کالیبر ۱۳۰ میلی‌متری و دی-۷۴ با کالیبر ۱۲۲ م‌م ادامه پیدا کرد که ام۴۶ توپ موفق‌تری بود و در ده‌ها کشور دیگر دنیا نیز مورد استفاده قرار گرفت. آمریکایی‌ها نیز در دهه ۱۹۶۰ با تولید توپ ۱۷۵ م‌م ام۱۰۷ به رقابت با روس‌ها در تهیه آتش دوربرد توپخانه‌ای پرداختند. ام۱۰۷ به‌طور گسترده‌ای در جنگ ویتنام به کارگرفته شد و در دوئل‌های توپخانه‌ای در مقابل نیروهای ویتنام شمالی موفق نشان داد. هرچند ام۱۰۷ به دلیل هزینه‌های بالای استفاده و نگهداری و ترک خوردن لوله‌های تعداد زیادی از توپ‌ها از ارتش آمریکا خارج شد اما در کشورهای دیگری چون ایران و اسرائیل همچنان در خدمت باقی‌مانده‌است.